# Don Hutchison
Donald „Don“ Hutchison (* 9. Mai 1971 in Gateshead) ist ein ehemaliger schottischer Fußballspieler. Während seiner fast zwei Jahrzehnte umfassender Profikarriere zwischen 1989 und 2008 war er für neun verschiedene Klubs aktiv, darunter in der Premier League für den FC Liverpool, West Ham United, den FC Everton und den AFC Sunderland. Dazu absolvierte der Mittelfeldspieler 26 Länderspiele für die schottische Nationalmannschaft, in denen er sechs Tore schoss.

## Sportlicher Werdegang

### Vereinskarriere
Hutchison, der als Sohn eines Schotten und einer Engländerin in Gateshead geboren worden war, begann seine Fußballerlaufbahn in der Jugend von Hartlepool United. Bei dem damaligen Viertligisten absolvierte er sein erstes Pflichtspiel am 7. Oktober 1989 gegen Scunthorpe United und zu Beginn der Saison 1990/91 leistete Hutchison einen erfolgreichen Beitrag zum Aufstieg in die dritte Liga. Jedoch deutlich vor der entscheidenden Phase war der junge Mittelfeldspieler in die höchste englische Spielklasse für die Ablösesumme von 175.000 Pfund zum FC Liverpool weitergezogen. Sein letztes Spiel für Hartlepool hatte er am 24. November 1990 gegen den FC Scarborough (2:0) bestritten.
In Liverpool, das zunächst von Kenny Dalglish und später von Graeme Souness betreut wurde, musste Hutchison trotz großer Verletzungssorgen im Verein bis März 1992 auf sein Ligadebüt warten. In der Saison 1992/93 war er Stammspieler mit 42 Pflichtspielauftritten und zehn Toren. Er zeigte ein gutes Passspiel, war zweikampfstark und zählte zu den Publikumslieblingen. Abseits des Platzes fiel er jedoch durch Undiszipliniertheiten auf und vor allem ein unvorteilhafter Schnappschuss in einer Gaststätte sorgte für Unmut im Verein und zu seinem letztlichen Abgang. Im August 1994 wechselte er für eine vereinsinterne Rekordablösesumme von 1,5 Millionen Pfund zum von Harry Redknapp trainierten West Ham United.
Bei den „Hammers“ entwickelte er sich nach anfänglichen Anpassungsschwierigkeiten zu einem Schlüsselspieler im offensiven Mittelfeld und mit seinen neun Ligateffern in der Saison 1994/95 trug er im März 1995 zu zwei Auswärtssiegen gegen den FC Arsenal und Aston Villa bei. Eine späte Genugtuung war danach im Mai 1995 sein „Doppelpack“ zum 3:0 gegen die Ex-Kollegen aus Liverpool. Dessen ungeachtet blieb er dem Klub nur bis Januar 1996 erhalten. Vor allem nach der Verpflichtung von Iain Dowie fand er sich häufiger auf der Ersatzbank wieder und der Klub ließ ihn für 1,2 Millionen Pfund zum Zweitligisten Sheffield United weiterziehen.
In Sheffield hatte Hutchison erneut seine Eingewöhnungsprobleme, vor allem in der ungewohnten vordersten Angriffslinie, bevor er zurück im Mittelfeld zu alter Stärke zurückfand und dort seine technischen Stärken in der Ballbehandlung und im Passspiel besser zum Ausdruck kamen; dazu galt er als Spezialist bei Standardsituationen. Als problematisch galten stets seine Undiszipliniertheiten, die ihm immer wieder eine Reihe von Verwarnungskarten einbrachten. Auch waren seine Leistungen selten konstant, wie in der Saison 1996/97, als er gleichsam überzeugte, wenn er sich aus dem Mittelfeldzentrum in die Spitze einschaltete, dann aber Schwächen zeigte, wenn er bei Verletzungssorgen in der Mannschaft auf der rechten Seite aushelfen musste. Im Play-off-Finale zum Aufstieg in die Premier League, das mit 0:1 gegen Crystal Palace knapp verloren ging, fehlte Hutchison aufgrund einer Schulterverletzung. Ende Februar 1998 wechselte Hutchison zurück in die Premier League zum FC Everton im Rahmen eines Tauschgeschäfts, bei dem Jon O’Connor in die entgegengesetzte Richtung zog.
Hutchison war somit einer von nur wenigen Spielern, die für die beiden großen Liverpooler Vereine zum Einsatz kamen, und er übernahm auf Anhieb das Trikot des Spielgestalters mit der Nummer 10 des zu Newcastle United abgewanderten Gary Speed. Nach dem Trainerwechsel von Howard Kendall zu Walter Smith war er zu Beginn der Spielzeit 1998/99 nicht mehr erste Wahl, da Smith die Neuverpflichtungen Olivier Dacourt und John Collins bevorzugte. Erst als Collins für sechs Monate ausfiel, kehrte Hutchison in die Mannschaft zurück und half den „Toffees“ dabei, den Abstieg ein zweites Mal in Serie nur knapp abzuwenden. In der Saison 1999/2000 vertrat er zeitweilig gar Dave Watson als Kapitän und nach guten Darbietungen sowohl im Mittelfeld als auch als Sturmspitze heuerte er für 2,5 Millionen Pfund im Juli 2000 beim Ligakonkurrenten AFC Sunderland an.
In der Saison 2000/01 erreichte Hutchison seinen sportlichen Zenit und bei den von Peter Reid trainierten „Black Cats“, die unter anderem mit Kevin Phillips und Niall Quinn im Sturm, Julio Arca auf der Außenbahn, Gavin McCann und Stefan Schwarz im Mittelfeld, Michael Gray und Emerson Thome in der Abwehr sowie Thomas Sørensen im Tor spielten, belegte Hutchison im Januar 2001 zeitweise den zweiten Platz, bevor das Team noch auf den siebten Rang abrutschte. Ende August 2001 kehrte er schließlich nach West Ham zurück, wobei die Transfersumme von fünf Millionen Pfund erneut einen vereinsinternen Rekord markierte. Dort galt er als „Routinier“ unter Trainer Glenn Roeder an der Seite von jungen Mitspielern wie Joe Cole, Michael Carrick, Jermain Defoe und Glen Johnson, aber trotz des Erfolgs mit siebten Platz in der Premier League, erlitt Hutchison einen schweren sportlichen Rückschlag, als er sich im Februar 2002 gegen den FC Middlesbrough einen Kreuzbandriss zuzog. Dadurch verpasste er auch den Großteil der Saison 2002/03, als West Ham in der Tabelle abrutschte und am Ende in die Zweitklassigkeit abstieg. Auch in der Folgezeit knüpfte Hutchison nicht mehr an seine alte Form an und nur noch sporadisch eingesetzt endete sein Engagement nach Ablauf der Saison 2004/05 mit dem Wiederaufstieg in die Premier League, wenngleich er erneut im Play-off-Finale nicht dabei war, das West Ham mit Spielern wie Anton Ferdinand, Jobi McAnuff, Marlon Harewood, Nigel Reo-Coker gegen Preston North End (1:0) gewann.
Im August 2005 wechselte Hutchison ablösefrei zum ebenfalls in London beheimateten FC Millwall und unterschrieb dort einen Halbjahresvertrag. Die Episode wurde bereits im November 2005 wieder beendet. Zunächst leihweise und im Januar 2006 fest wechselte er zu Coventry City, wobei er dort so zu überzeugen wusste, dass zum Ende der Spielzeit 2005/06 der Vertrag noch einmal um ein Jahr verlängert wurde. Nach Knöchelproblemen stand er nur noch dreimal für Coventry in der Startelf und in der Saison 2007/08 ließ er beim Drittligisten Luton Town seine aktive Profikarriere ausklingen. Mediale Aufmerksamkeit erlangte er zum Abschluss dadurch, dass er seinem unter finanziellen Schwierigkeiten leidenden Klub ausstehende Gehaltszahlungen erließ und mit den dadurch frei werdenden Mitteln zum Sponsor für zwei Talente im Verein avancierte.

### Schottische Nationalmannschaft
Der im Nordosten Englands geborene und aufgewachsene Hutchison hatte zu seinem Vater bis zu dessen Tod ein sehr enges Verhältnis. Dieser stammte aus dem schottischen Nairn und so war es immer der Wunsch des Filius, für die schottische Auswahl aufzulaufen. Sein erster Einsatz war im Jahr 1994 im walisischen Wrexham für die B-Auswahl der Bravehearts, der jedoch enttäuschend verlief und fünf Jahre lang erhielt er keine weiteren Bewährungschancen mehr.
Am 31. März 1999 debütierte er unter dem damaligen Trainer Craig Brown in der A-Nationalmannschaft per Einwechslung gegen Tschechien in der Qualifikation für die Euro 2000. Die Partie endete mit einem 2:1-Sieg und bei seinem nächsten Einsatz schoss er den einzigen Treffer zum 1:0-Erfolg gegen Deutschland in Bremen. Nachhaltig in Erinnerung war im November 1999 sein Tor im Wembley-Stadion gegen den englischen Erzrivalen. Im Play-off-Rückspiel blieb dieser Kopfballtreffer jedoch das einzige Tor und somit konnte das 0:2 aus dem Hinspiel nicht wettgemacht werden.
Im Oktober 2000 gelang ihm gegen San Marino sein sechstes und schließlich letztes Länderspieltor. Ohne weitere nennenswerte Erfolge blieb Hutchison der schottischen Auswahl noch drei Jahre erhalten, bevor er am 15. November 2003 gegen die Niederlande seinen 26. und letzten Länderspielauftritt hatte.